# Каргасокский район
Каргасо́кский район — административно-территориальная единица (район) и муниципальное образование (муниципальный район) в Томской области России.
Административный центр — село Каргасок (в переводе с селькупского — «Медвежий Мыс») — находится в 460 км от Томска.

## География
Каргасокский район приравнен к районам Крайнего Севера. Граничит с Александровским районом на севере, Бакчарским и Парабельским на юге, Верхнекетским на юго-востоке Томской области. А также Тарским, Седельниковским районами Омской области, Уватским районом Тюменской области на западе, Сургутским и Нижневартовским районами ХМАО-Югры на севере, Енисейским районом Красноярского края на востоке, Северным районом Новосибирской области на юге. Итого 11 районов, что больше, чем среди соседей других районов субъектов России. 
Самый крупный по площади район в Томской области — площадь района 86,9 тыс. км², что составляет более четверти территории области.

## История
В 1923 году началось районирование Сибири, и к сентябрю 1924 года первый этап (внутриуездное районирование) был завершен. В составе уездов Томской губернии были образованы районы (укрупнённые волости), в том числе Каргасокский район, датой создания которого поэтому считается 4 сентября 1924 года. В результате проведения второго этапа районирования (преобразования губернской и уездной системы в окружную) 25 мая 1925 года Томская губерния была расформирована, и был создан Сибирский край, в состав Томского округа которого вошёл и Каргасокский район. 30 июля 1930 года Сибирский край был разделён на западную и восточную части (Томский округ был при этом упразднён), и Каргасокский район оказался в составе Западно-Сибирского края. 17 января 1931 года был упразднён Парабельский район, а его территория отошла Каргасокскому району.
26 мая 1932 года в Западно-Сибирском крае был создан Северный округ, уже в августе того же года переименованный в Нарымский округ, в состав которого перешёл и Каргасокский район. 10 декабря 1932 года из Каргасокского района был выделен Тымский туземный район. 20 ноября 1935 года из Каргасокского района был вновь выделен Парабельский район.  28 сентября 1937 года Западно-Сибирский край был расформирован, и Нарымский округ вошёл в состав новообразованной Новосибирской области. 13 августа 1944 года Нарымский округ был упразднён, а район вошёл в состав новообразованной Томской области.
12 июня 1949 года был расформирован Тымский район, а его территория была присоединена к Каргасокскому району.
28 апреля 1959 года был расформирован Васюганский район, а его территория была присоединена к Каргасокскому району.

## Население
| 2002    | 2007    | 2008    | 2009    | 2010    | 2011    | 2012    | 2013    |
| ------- | ------- | ------- | ------- | ------- | ------- | ------- | ------- |
| 24 756  | ↘23 200 | ↘22 900 | ↘22 670 | ↘21 814 | ↘21 763 | ↘21 193 | ↘20 764 |
| 2014    | 2015    | 2016    | 2017    | 2018    | 2019    | 2020    | 2021    |
| ↘20 421 | ↘20 025 | ↘19 763 | ↘19 625 | ↘19 303 | ↘18 906 | ↘18 781 | ↘17 682 |

Население составляет 1.7 % населения области, плотность 0,23 чел./км², 13 сельских поселений, 30 населённых пунктов.
Национальный состав района:
- русские — 19 541 (89,58 %)
- селькупы — 514 (2,36 %)
- немцы — 465 (2,13 %)
- украинцы — 329 (1,51 %)
- ханты — 192 (0,88 %)
- белорусы — 96 (0,44 %)
- татары — 79 (0,36 %)
- чуваши — 72 (0,33 %)
- мордва — 29 (0,13 %)
- удмурты — 20 (0,09 %)
- турки — 19 (0,09 %)
- башкиры — 18 (0,08 %)
- кеты — 18 (0,08 %)
- эстонцы — 12 (0,06 %)

## Муниципально-территориальное устройство
В муниципальный район входят 12 муниципальных образований со статусом сельских поселений, а также 1 межселенная территория, не являющаяся муниципальным образованием:
| №         | Муниципальное образование            | Административный центр | Количество населённых пунктов | Население (чел.) | Площадь (км²) |
| --------- | ------------------------------------ | ---------------------- | ----------------------------- | ---------------- | ------------- |
| 1         | Вертикосское сельское поселение      | село Вертикос          | 1                             | ↘504             | 153,92        |
| 2         | Каргасокское сельское поселение      | село Каргасок          | 8                             | ↗10 995          | 1200,65       |
| 3         | Киндальское сельское поселение       | село Киндал            | 2                             | ↘129             | 73,37         |
| 4         | Нововасюганское сельское поселение   | село Новый Васюган     | 2                             | ↘1837            | 666,83        |
| 5         | Новоюгинское сельское поселение      | село Новоюгино         | 4                             | ↘944             | 696,09        |
| 6         | Сосновское сельское поселение        | село Сосновка          | 2                             | ↘290             | 171,11        |
| 7         | Средневасюганское сельское поселение | село Средний Васюган   | 3                             | ↘1301            | 984,74        |
| 8         | Среднетымское сельское поселение     | посёлок Молодёжный     | 2                             | ↘555             | 259,22        |
| 9         | Толпаровское сельское поселение      | посёлок Киевский       | 2                             | ↘407             | 232,83        |
| 10        | Тымское сельское поселение           | село Тымск             | 1                             | ↘246             | 411,17        |
| 11        | Усть-Тымское сельское поселение      | село Усть-Тым          | 1                             | ↘275             | 325,10        |
| 12        | Усть-Чижапское сельское поселение    | село Старая Березовка  | 2                             | ↘186             | 273,68        |
| 12.000001 | межселенная территория               |                        | 1                             |                  |               |

Законом Томской области от 26 июня 2012 года № 112-ОЗ Средневасюганское и Тевризское сельские поселения объединены в Средневасюганское сельское поселение с административным центром в селе Средний Васюган.

### Населённые пункты
В Каргасокском районе 30 населённых пунктов.
| №  | Населённый пункт   | Тип     | Население | Муниципальное образование            |
| -- | ------------------ | ------- | --------- | ------------------------------------ |
| 1  | 5 километр         | посёлок | ↘217      | Каргасокское сельское поселение      |
| 2  | Айполово           | деревня | ↘0        | Нововасюганское сельское поселение   |
| 3  | Большая Грива      | посёлок | ↘197      | Новоюгинское сельское поселение      |
| 4  | Бондарка           | село    | ↘149      | Каргасокское сельское поселение      |
| 5  | Вертикос           | село    | ↘504      | Вертикосское сельское поселение      |
| 6  | Восток             | посёлок | ↘43       | Сосновское сельское поселение        |
| 7  | Геологический      | посёлок | ↗1415     | Каргасокское сельское поселение      |
| 8  | Казальцево         | деревня | ↘7        | Киндальское сельское поселение       |
| 9  | Каргасок           | село    | ↘7408     | Каргасокское сельское поселение      |
| 10 | Киевский           | посёлок | ↘286      | Толпаровское сельское поселение      |
| 11 | Киндал             | село    | ↘122      | Киндальское сельское поселение       |
| 12 | Лозунга            | деревня | ↘184      | Каргасокское сельское поселение      |
| 13 | Майск              | село    | ↗13       | межселенная территория               |
| 14 | Молодёжный         | посёлок | ↘360      | Среднетымское сельское поселение     |
| 15 | Мыльджино          | село    | ↘322      | Средневасюганское сельское поселение |
| 16 | Напас              | село    | ↘195      | Среднетымское сельское поселение     |
| 17 | Наунак             | село    | ↘16       | Новоюгинское сельское поселение      |
| 18 | Неготка            | посёлок | ↘121      | Толпаровское сельское поселение      |
| 19 | Новоюгино          | село    | ↘437      | Новоюгинское сельское поселение      |
| 20 | Новый Васюган      | село    | ↘1837     | Нововасюганское сельское поселение   |
| 21 | Новый Тевриз       | село    | ↘65       | Средневасюганское сельское поселение |
| 22 | Павлово            | село    | ↘550      | Каргасокское сельское поселение      |
| 23 | Посёлок Нефтяников | посёлок | ↘921      | Каргасокское сельское поселение      |
| 24 | Сосновка           | село    | ↘247      | Сосновское сельское поселение        |
| 25 | Средний Васюган    | село    | ↘914      | Средневасюганское сельское поселение |
| 26 | Старая Березовка   | село    | ↘154      | Усть-Чижапское сельское поселение    |
| 27 | Староюгино         | село    | ↘294      | Новоюгинское сельское поселение      |
| 28 | Тымск              | село    | ↘246      | Тымское сельское поселение           |
| 29 | Усть-Тым           | село    | ↘275      | Усть-Тымское сельское поселение      |
| 30 | Усть-Чижапка       | село    | ↘32       | Усть-Чижапское сельское поселение    |

| № | Населённый пункт | Тип     | Год упразднения | Примечание                     |
| - | ---------------- | ------- | --------------- | ------------------------------ |
| 1 | Ванжилькынак     | деревня | 2004            |                                |
| 2 | Пашня            | деревня | 2024            | включена в состав села Павлово |

## Экономика

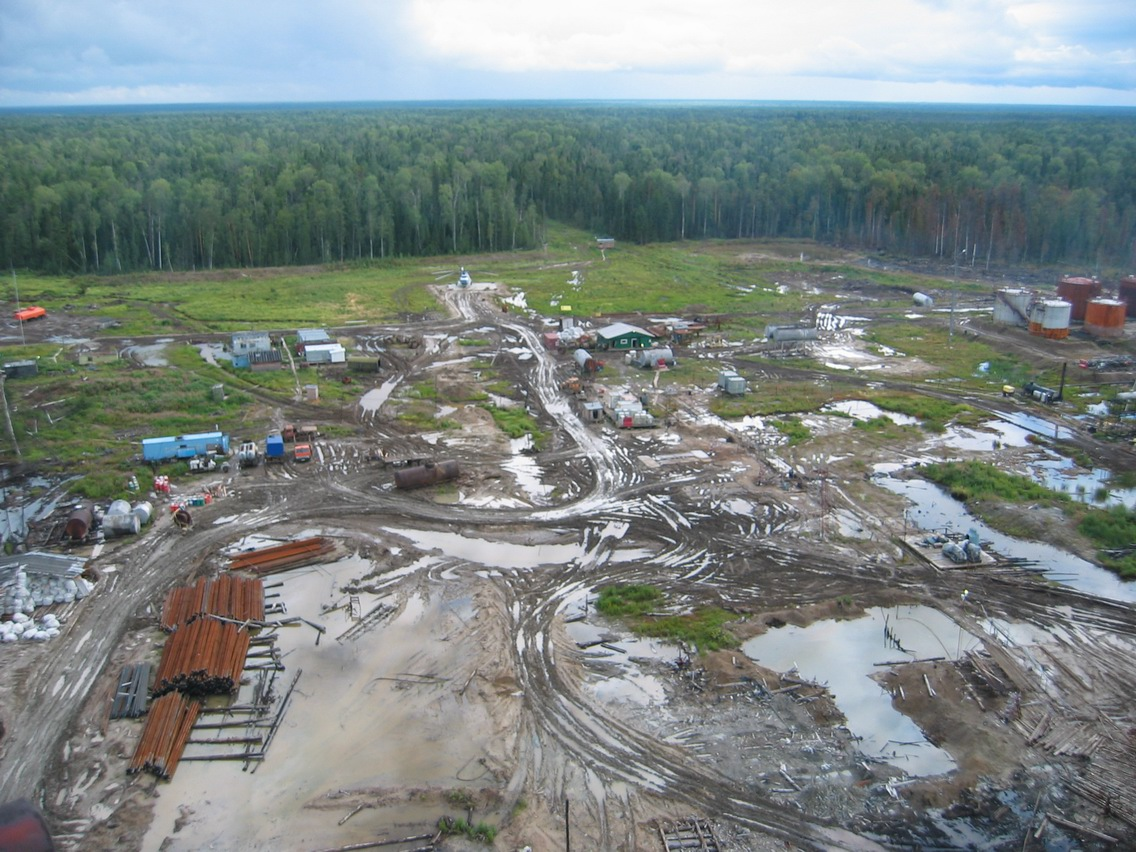
Западно-Ключевское месторождение

Запасы нефти, торфа, глины, песка. В районе добывается 60 % нефти и 100 % газа Томской области. В 2008 году добыча нефти 7,4 млн тонн.

## Достопримечательности
На территории Каргасокского района находятся одни из самых больших болот в мире — Васюганские болота. Их площадь — 53 тыс. км².